# Stanhopea jenischiana
Stanhopea jenischiana är en orkidéart som beskrevs av F.Kramer och Heinrich Gustav Reichenbach. Stanhopea jenischiana ingår i släktet Stanhopea och familjen orkidéer. Inga underarter finns listade i Catalogue of Life.

## Bildgalleri

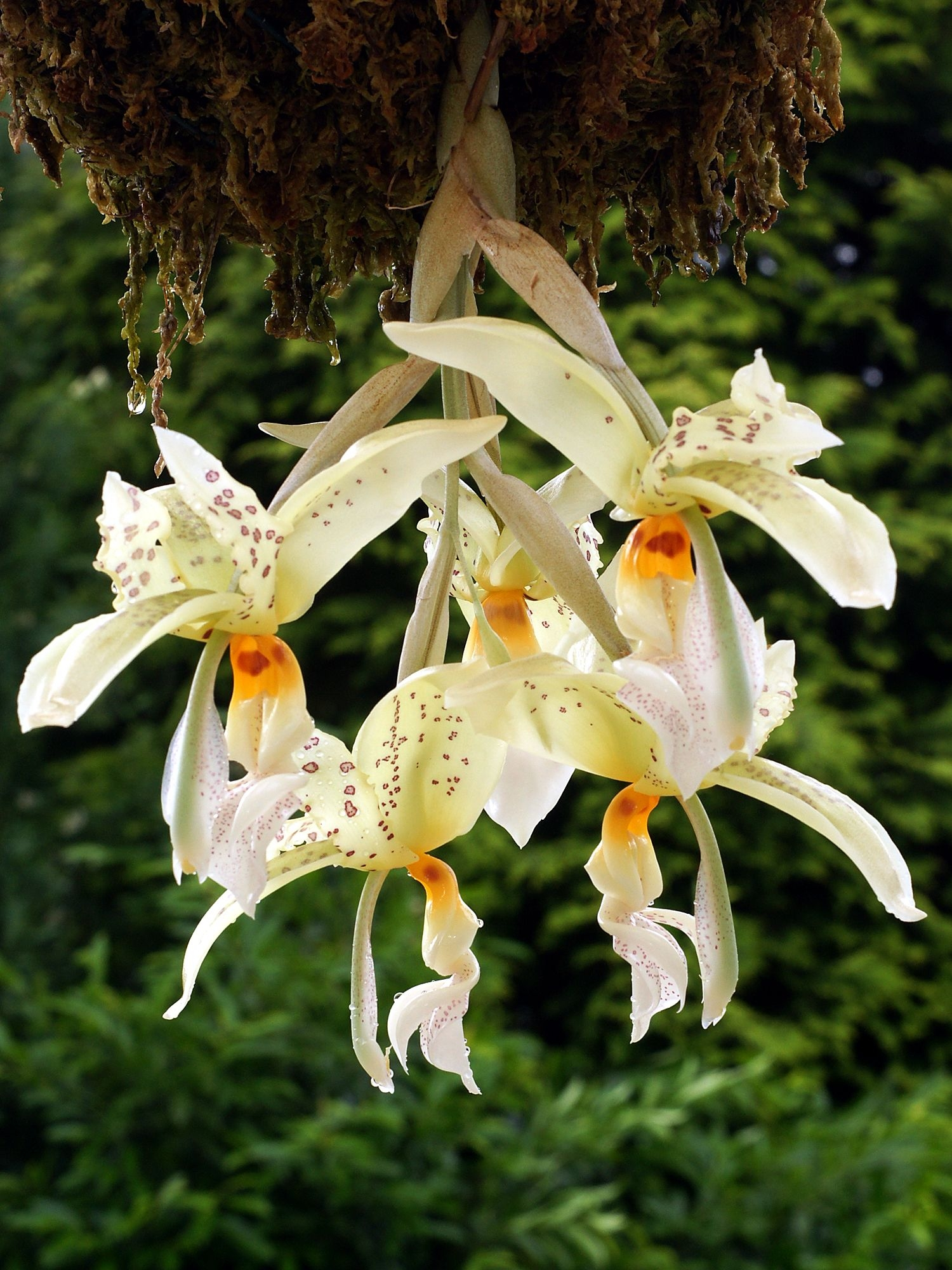
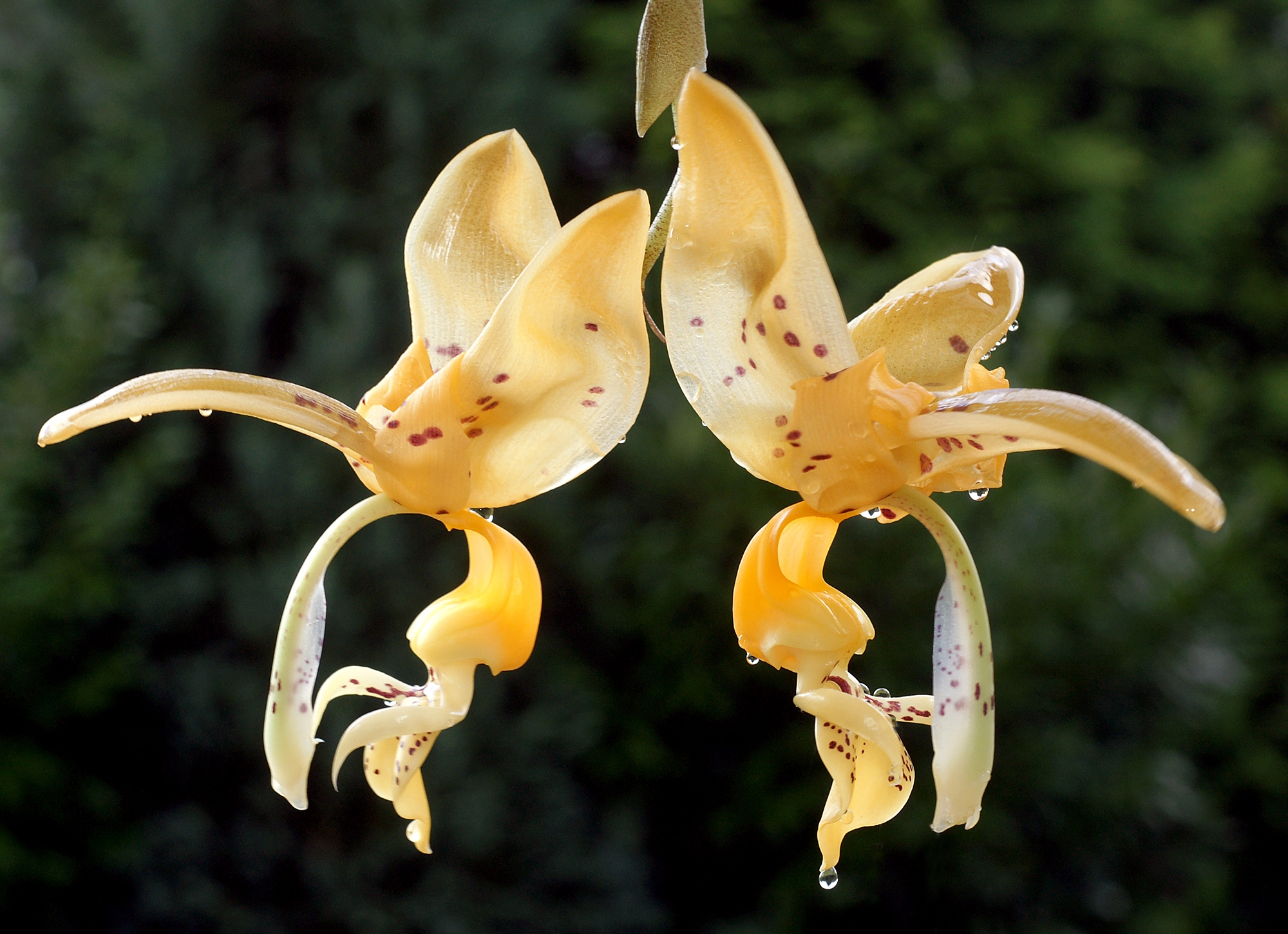
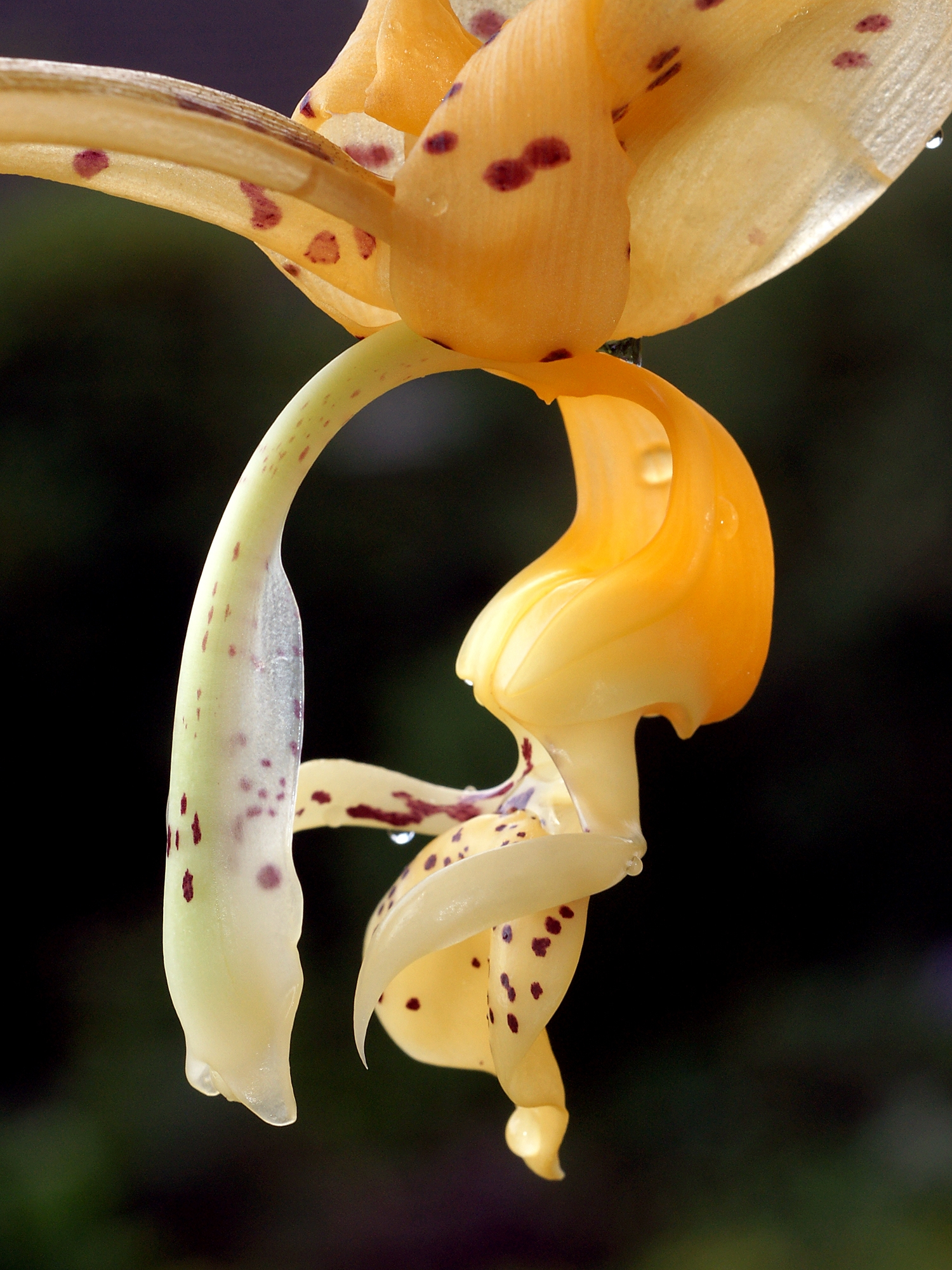
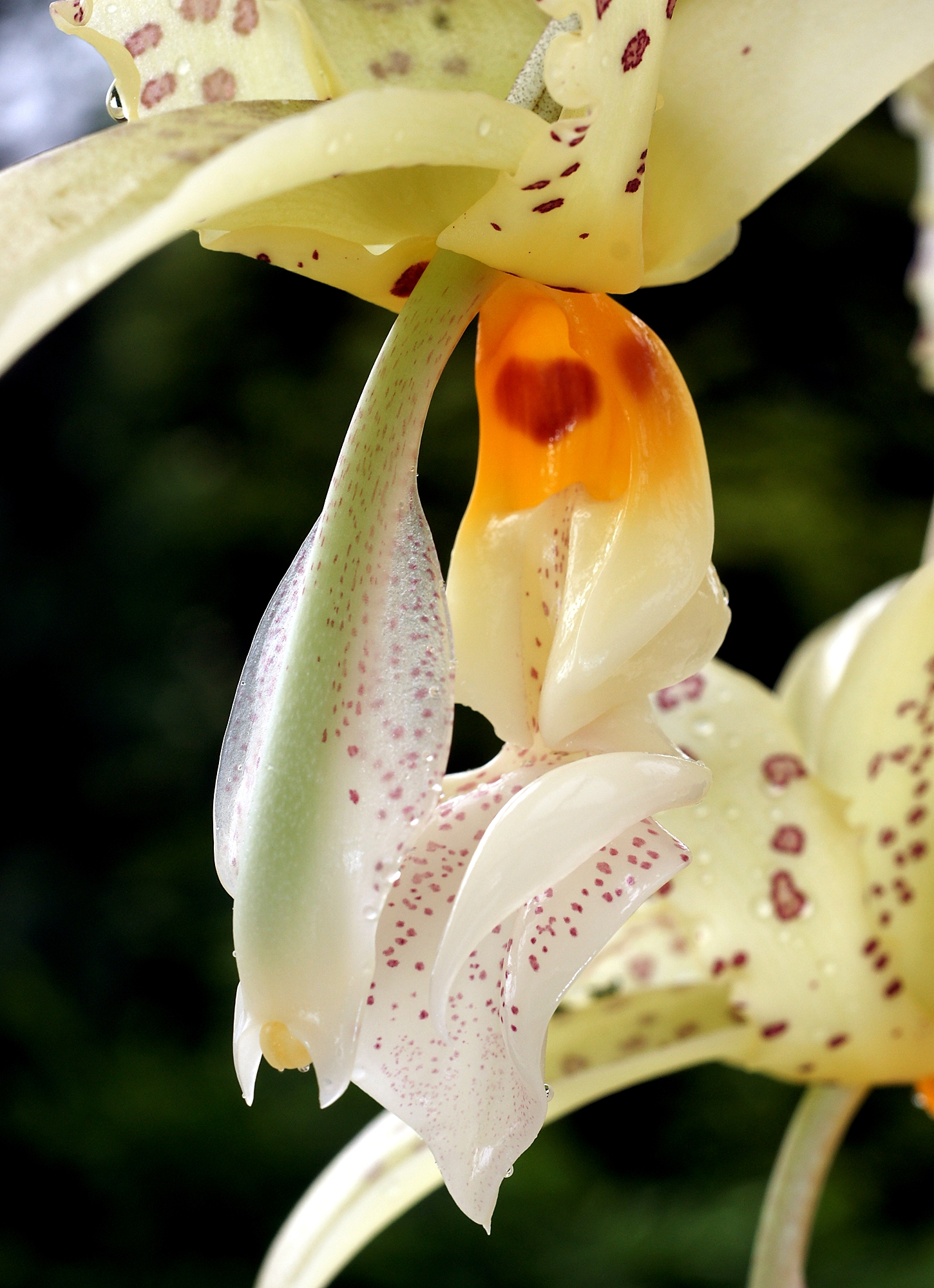
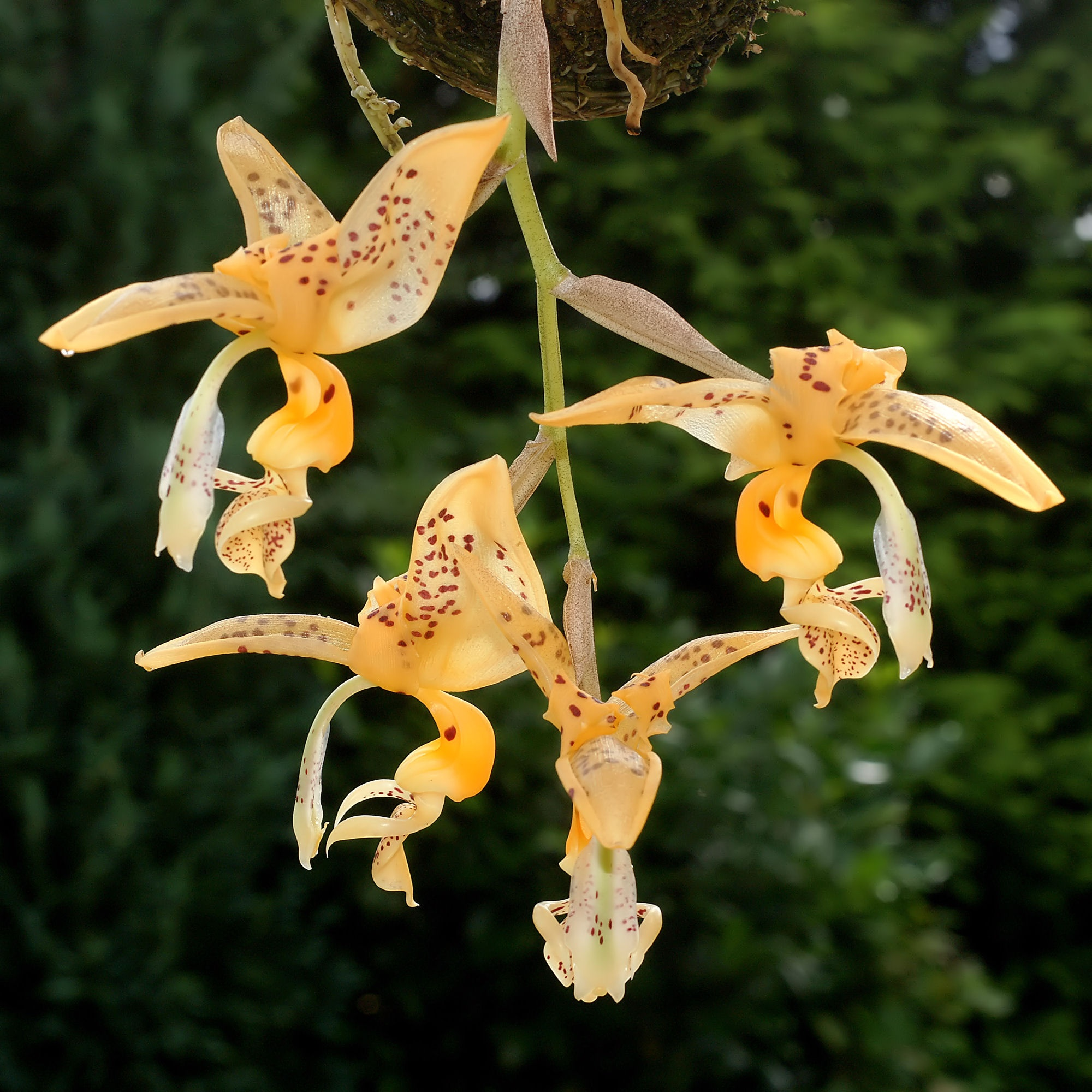
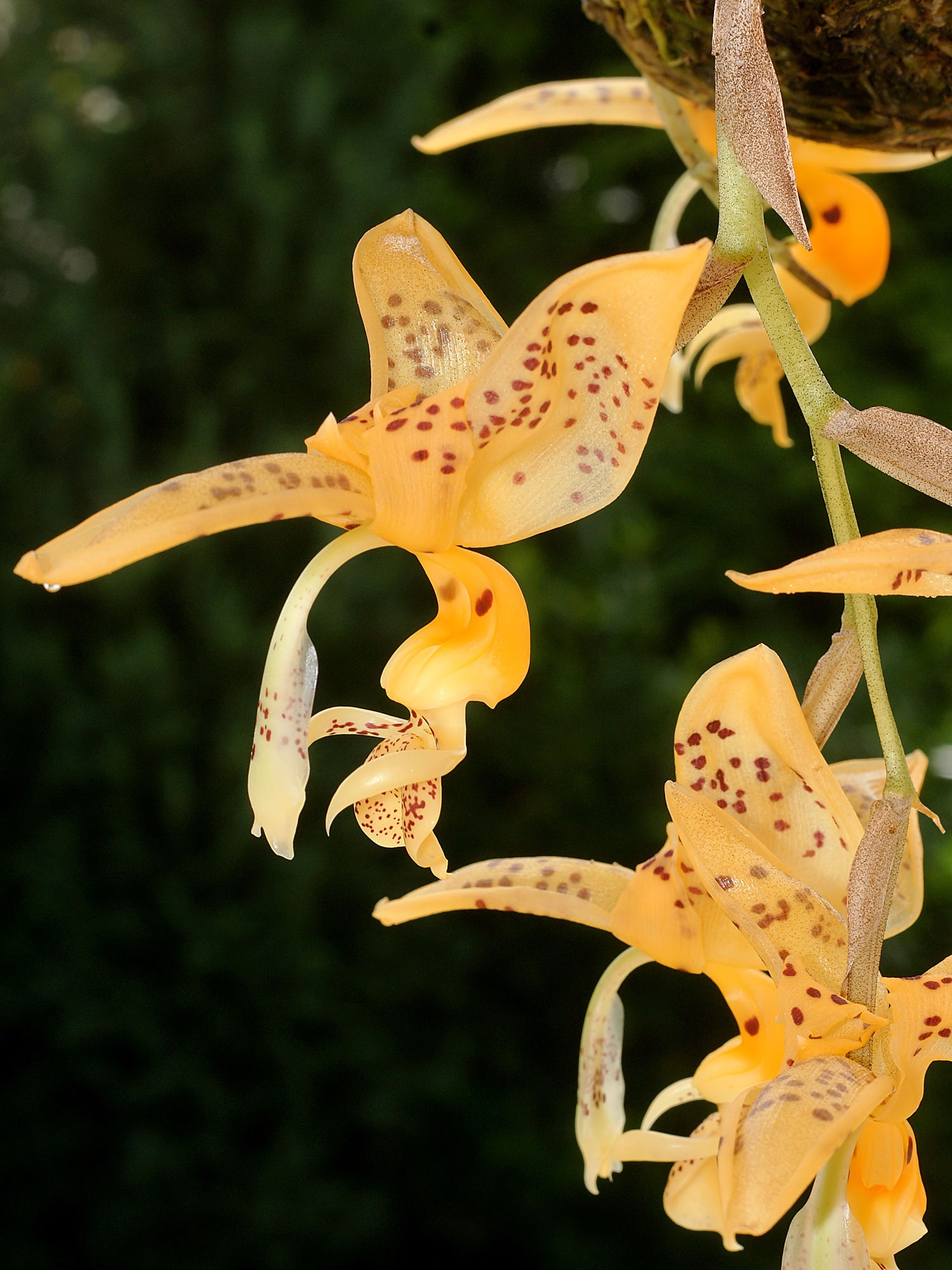